# Пласа-де-Армас (Куско)

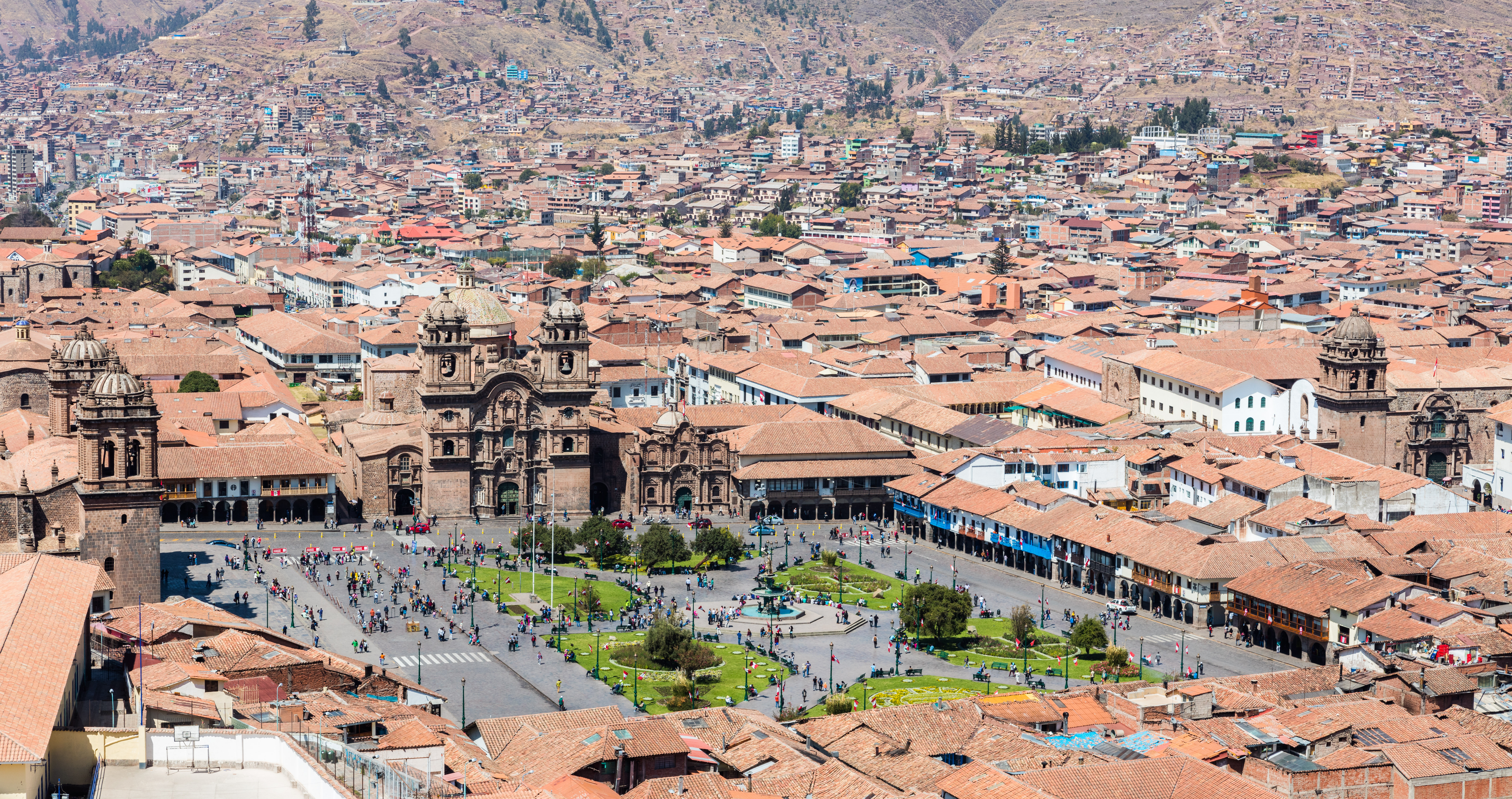
Пласа-де-Армас в Куско сегодня.

Пласа-де-Армас (исп. Plaza de Armas del Cuzco) — центральная площадь города Куско в Перу. Играет важнейшую роль в жизни города со времени, когда Куско был столицей Империи Инков, и по сей день. Ранее на этом месте находились болота, которые осушили инки и начали застраивать эту местность. На площади располагались здания административного, религиозного и культурного значения. После завоевания конкистадорами империи и её столицы, испанцы окружили площадь своими храмами и особняками, построенными как правило на основании разрушенных сооружений инков. На площади в 1781 году был казнён Тупак Амару II. В настоящее время на Пласе-де-Армас расположено подавляющее количество достопримечательностей Куско, рестораны, сувенирные и ювелирные лавки, привлекающие туристов.

## Этимология
До сих пор нет общего мнения насчёт названия площади на языке кечуа во времена Империи Инков. Некоторые исследователи соглашаются с Марией Ростворовски, определявшей её как Аукайпата (Awqay Pata, место воина), другие придерживаются Виктора Анхлеса, называвшего её Уакайпата (Waqay Pata, место плача), по мнению же североамериканского путешественника Джорджа Скуиера (посетившего Куско в 1863 году) она называлась Уакапата (священное место).
Виктор Анхлес, и с этим согласны все исследователи, утверждал, что площадь делилась на 2 сектора: Уакайпата (место плача) и Кусипата (место радости), и что это имело символическое значение исходя из названий этих секторов. Согласно всё тому же автору, это было связано с религиозными обрядами инков, совершаемых здесь.

## История

### Основание
Когда Манко Капак прибыл в долину современного Куско, он решил обосноваться в болотистой местности между двумя небольшими речушками, таким образом безопасной от чужого вторжения.
Он расположил свой дворец на склонах холма Саксайуаман, а вокруг болота вырос город.
Синчи Рока, сын и наследник Манко Капака, осушил болота грунтом, привезённого с холмов. а затем Пачакутек Юпанки для полного осушения засыпал местность современной площади привезённым с морского побережья песком.

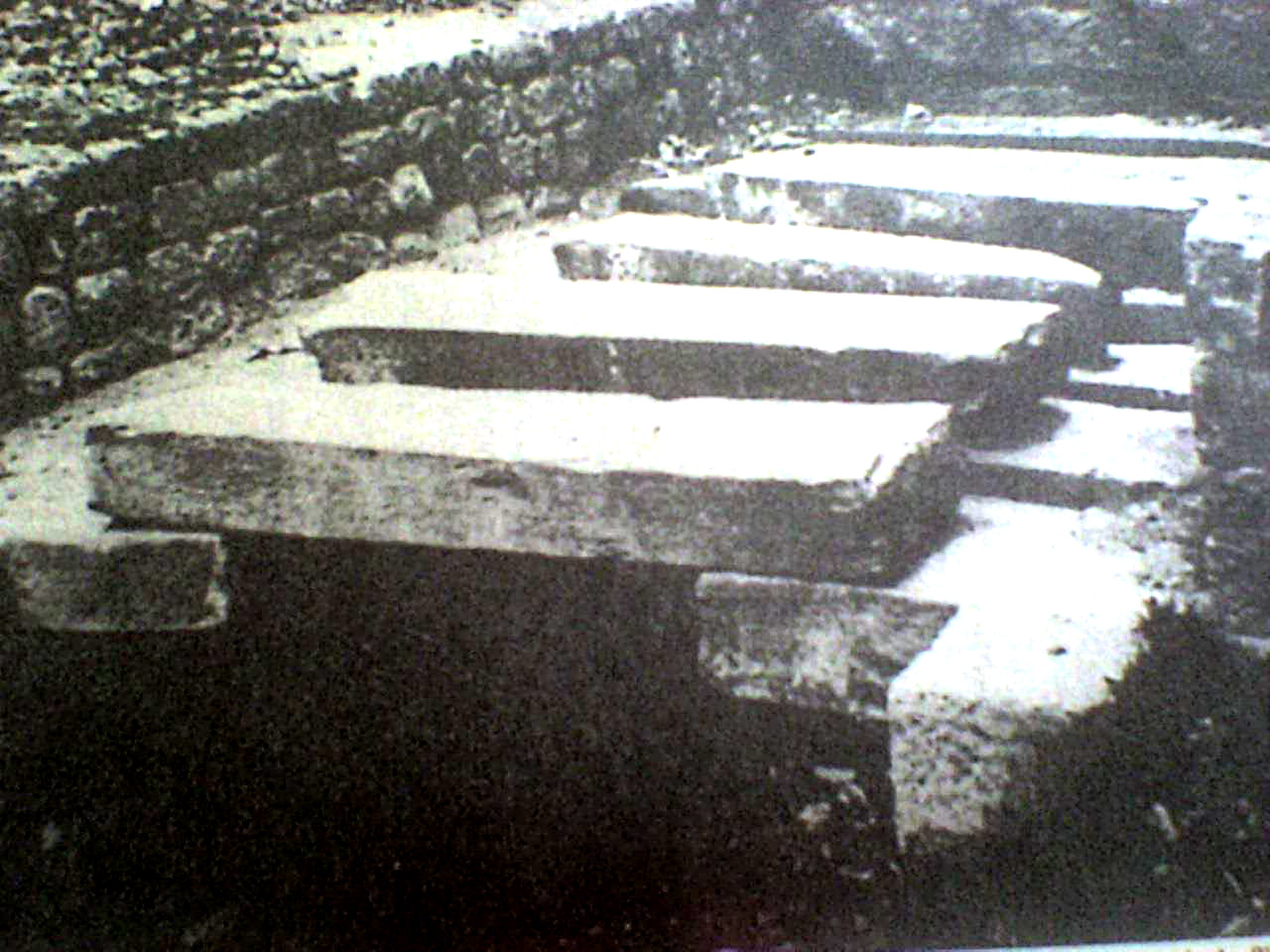
Старая фотография каменного русла речки Уатанай, протекавшей через площадь.

### В Империи Инков
Во время эпохи инков, площадь занимала значительно большую территорию, чем сейчас. Уакайпата охватывала приблизительно около 40,5 тысячи м². От каждого её угла расходились дороги, ведущие в четыре четверти империи. Здесь производились наиболее важные государственные мероприятия и события, а также религиозные обряды. Кусипата, примыкавшая к Уакайпате по другую сторону речки, как бы расширяла её. К ней вели лестничные ступени, она была вымощена булыжником и служила местом сбора народа во время важных государственных событий. Там же проводились праздники и ярмарки, велась торговля. Площадь её составляла около 4 тысяч м².
Вокруг Уакайпаты располагались дворцы разных правителей инков: Кассана (дворец Пачакутека Юпанки), Кора-Кора (дворец Инки Рока), дворец Уаскара, Кишуарканча (храм или дворец Инки Виракоча), Пукамарка или Хатунканча (дворец Тупака Инки Юпанки) и Амаруканча (дворец Уайна Капака). После смерти правителя сохранялось всё убранство его дворца, а тело мумифицировалось и хранилось в нём же.
Речка Уатанай текла по каменному руслу, разделяя Уакайпату и Кусипату, к ней также вели сточные трубы с площади.

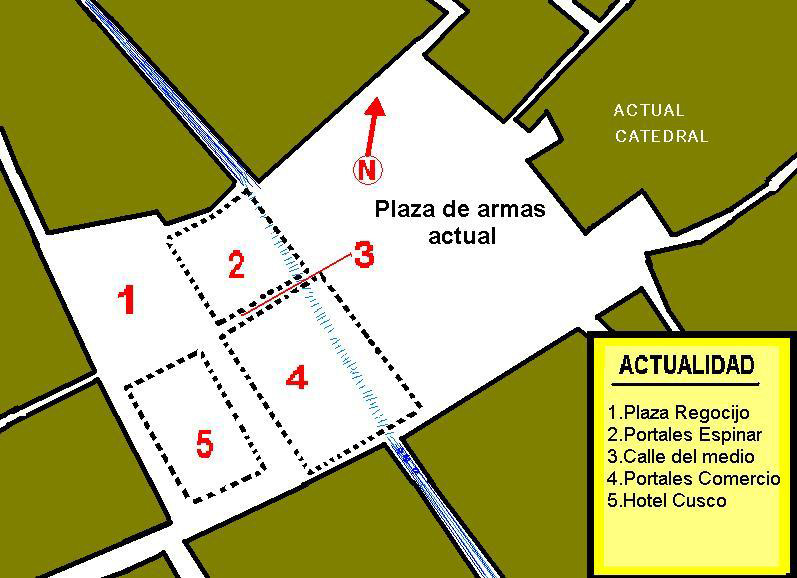
Карта площади времён инков. Объекты с номерами 1,2,3,4 и 5 образуют часть, известную как Кусипата.

### После завоевания испанцами
Когда испанцы основались в Куско, они заняли в качестве резиденций дворцы Инков.
Затем частично разрушая их они возводили на основе их фундаментов свои храмы и особняки.
В 1542 году губернатор города Куско, Себастьян Гарсиласо де ла Вега Варгас (отец хрониста Инки Гарсиласо де ла Веги) получил разрешение на строительство зданий посреди этой огромной площади. Таким образом речка полностью ушла под землю, и образовались 3 отдельные площади (Пласа-де-Армас, Пласа-Регосихо и Пласолета-де-ла-Мерсед) из-за отделивших их друг от друга новостроек (Отель-Куско, Портал-Комерсио и Портал-Эспинар).
В 1545 году градоначальник Поло де Ондергардо удалил с площади песок, использовав его в строительстве Кафедрального собора Куско.

### Современность

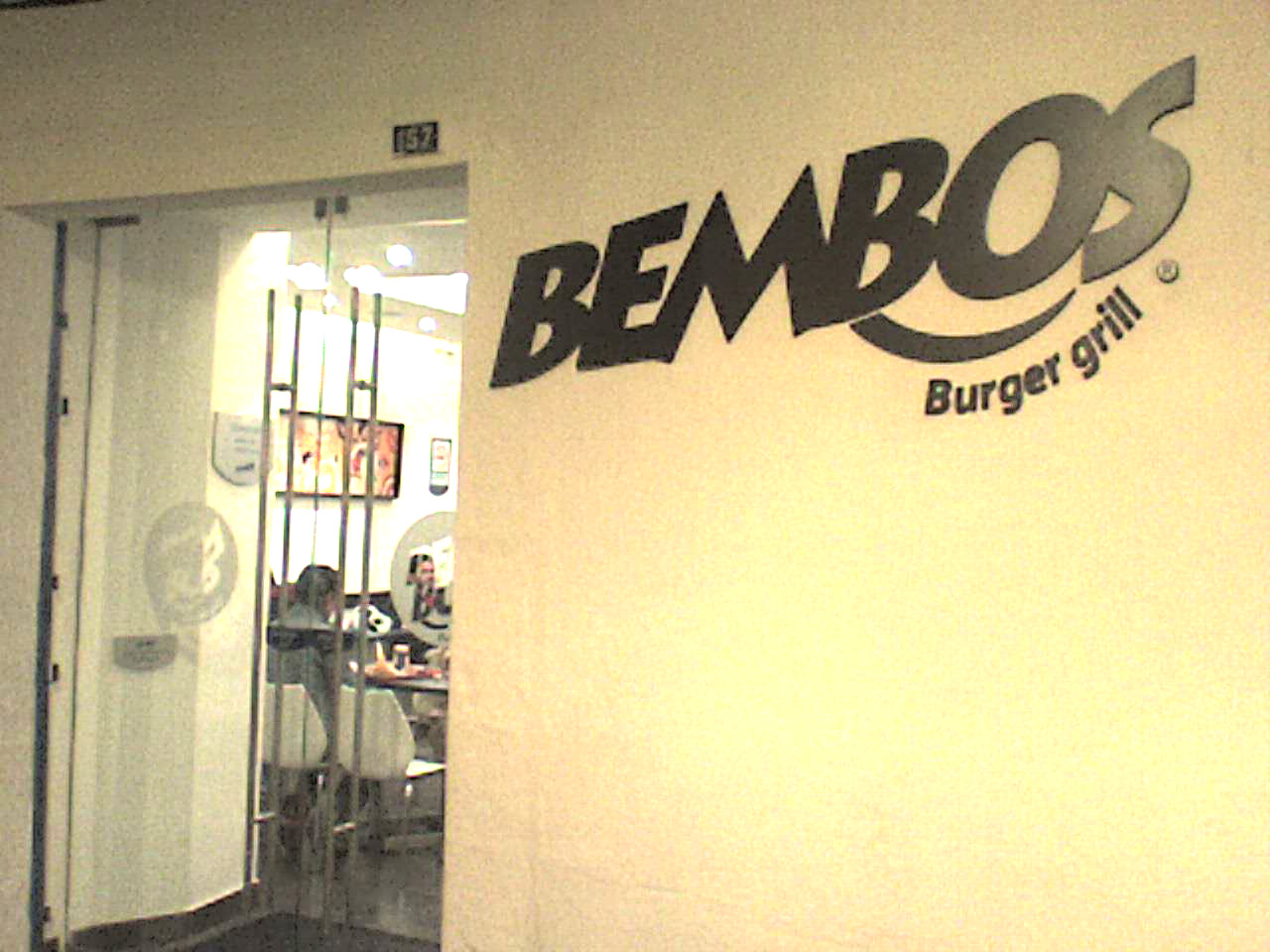
Местная перуанская сеть ресторанов быстрого питания Bembos на Пласа-де-Армас в Куско.

В настоящее время Пласа-де-Армас является сердцем исторического центра Куско, вокруг неё расположены все главные туристические достопримечательности, и сопутствующие им рестораны, кафе, магазины, офисы туристических фирм и другие подобные организации. На площади можно видеть как сохранившиеся колониальные здания, так и элементы строений инков, лежащих в основаниях более поздних испанских построек. На площади сегодня принято отмечать всевозможные праздники, проводить бесплатные концерты, политические митинги и другие общественные мероприятия .